# Kanovaren op de Olympische Zomerspelen 2016 – C-1 1000 meter mannen
De C-1 1000 meter mannen op de Olympische Zomerspelen 2016 vond plaats op maandag 15 en dinsdag 16 augustus 2016. Regerend olympisch kampioen was Sebastian Brendel uit Duitsland, die in Rio de Janeiro zijn titel met succes verdedigde. Er werden drie series geroeid, waarbij de beste vijf kanovaarders zich plaatsen voor de halve finales. De helft van de deelnemers aan die halve finale plaatsten zich voor de finale waarin de medailles werden verdeeld; de verliezers van de halve finale raceten in een B-finale om de complete ranglijst op te stellen.

## Resultaten

### Series
De beste kanoër plaatste zich direct voor de A-finale; de overige deelnemers gingen door naar de halve finales.

#### Serie 1
| rang | naam              | land       | tijd     |    |
| ---- | ----------------- | ---------- | -------- | -- |
| 1    | Sebastian Brendel | Duitsland  | 3:58.044 | Q  |
| 2    | Tomasz Kaczor     | Polen      | 3:59.928 | HF |
| 3    | Henrik Vasbányai  | Hongarije  | 4:01.953 | HF |
| 4    | Dagnis Iļjins     | Letland    | 4:11.766 | HF |
| 5    | Vincent Farkas    | Slowakije  | 4:12.295 | HF |
| 6    | Martin Marinov    | Australië  | 4:33.166 | HF |
| 7    | Mussa Chamaune    | Mozambique | 5:00.454 | HF |

#### Serie 2
| rang | naam             | land                 | tijd     |    |
| ---- | ---------------- | -------------------- | -------- | -- |
| 1    | Isaquias Queiroz | Brazilië             | 3:59.615 | Q  |
| 2    | Martin Fuksa     | Tsjechië             | 4:01.492 | HF |
| 3    | Ilja Sjtokalov   | Rusland              | 4:02.626 | HF |
| 4    | Carlo Tacchini   | Italië               | 4:04.697 | HF |
| 5    | Adrien Bart      | Frankrijk            | 4:10.043 | HF |
| 6    | Bully Triste     | Sao Tomé en Principe | 4:54.516 | HF |

#### Serie 3
| rang | naam               | land        | tijd     |    |
| ---- | ------------------ | ----------- | -------- | -- |
| 1    | Serghei Tarnovschi | Moldavië    | 4:05.193 | Q  |
| 2    | Gerasim Kotsjnev   | Oezbekistan | 4:08.127 | HF |
| 3    | Mark Oldershaw     | Canada      | 4:13.600 | HF |
| 4    | Pavlo Altoekhov    | Oekraïne    | 4:19.361 | HF |
| 5    | Angel Kodinov      | Bulgarije   | 4:27.904 | HF |
| 6    | Timur Khaidarov    | Kazachstan  | 5:30.030 | HF |

### Halve finales
De beste twee tot drie kanoërs kwalificeerden zich voor de A-finale, waarin de medailles werden verdeeld. De nummers drie of vier tot en met zes gingen door naar de B-finale; de nummers zeven en acht waren uitgeschakeld.

#### Halve finale 1
| rang | naam             | land        | tijd     |   |
| ---- | ---------------- | ----------- | -------- | - |
| 1    | Ilja Sjtokalov   | Rusland     | 3:58.259 | Q |
| 2    | Pavlo Altoekhov  | Oekraïne    | 3:58.574 | Q |
| 3    | Gerasim Kotsjnev | Oezbekistan | 3:59.489 | Q |
| 4    | Tomasz Kaczor    | Polen       | 3:59.836 | B |
| 5    | Adrien Bart      | Frankrijk   | 4:08.593 | B |
| 6    | Martin Marinov   | Australië   | 4:24.723 | B |
| 7    | Timur Khaidarov  | Kazachstan  | 5:33.919 |   |

#### Halve finale 2
| rang | naam             | land                 | tijd     |   |
| ---- | ---------------- | -------------------- | -------- | - |
| 1    | Martin Fuksa     | Tsjechië             | 4:01.793 | Q |
| 2    | Carlo Tacchini   | Italië               | 4:02.461 | Q |
| 3    | Henrik Vasbányai | Hongarije            | 4:03.113 | B |
| 4    | Mark Oldershaw   | Canada               | 4:03.493 | B |
| 5    | Vincent Farkas   | Slowakije            | 4:19.084 | B |
| 6    | Angel Kodinov    | Bulgarije            | 4:30.574 | B |
| 7    | Bully Triste     | Sao Tomé en Principe | 4:46.396 |   |
| 8    | Mussa Chamaune   | Mozambique           | 5:07.281 |   |

### Finales

#### Finale B
| rang | naam             | land      | tijd     |     |
| ---- | ---------------- | --------- | -------- | --- |
| 1    | Tomasz Kaczor    | Polen     | 3:59.350 |     |
| 2    | Adrien Bart      | Frankrijk | 4:00.911 |     |
| 3    | Vincent Farkas   | Slowakije | 4:04.013 |     |
| 4    | Mark Oldershaw   | Canada    | 4:06.972 |     |
| 5    | Dagnis Iļjins    | Letland   | 4:10.084 |     |
| 6    | Angel Kodinov    | Bulgarije | 4:10.102 |     |
| 7    | Martin Marinov   | Australië | 4:15.524 |     |
|      | Henrik Vasbányai | Hongarije | DSQ      | DSQ |

#### Finale A
| rang   | naam               | land        | tijd     |     |
| ------ | ------------------ | ----------- | -------- | --- |
| Goud   | Sebastian Brendel  | Duitsland   | 3:56.926 |     |
| Zilver | Isaquias Queiroz   | Brazilië    | 3:58.529 |     |
| 4      | Ilja Sjtokalov     | Rusland     | 4:00.963 |     |
| 5      | Pavlo Altoekhov    | Oekraïne    | 4:01.587 |     |
| 6      | Martin Fuksa       | Tsjechië    | 4:03.322 |     |
| 7      | Gerasim Kotsjnev   | Oezbekistan | 4:04.205 |     |
| 8      | Carlo Tacchini     | Italië      | 4:15.368 |     |
| —      | Serghei Tarnovschi | Moldavië    | 4:00.852 | DSQ |